# Anelia
Anelia (en búlgaro: Анелия, nombre completo: Aneliya Georgieva Atanasova; n. Stara Zagora, 1 de junio de 1982) es una cantante búlgara de chalga y una de las más importantes, exitosas y famosas de su país.

## Biografía
Anelia vivió durante su niñez en su ciudad natal, su madre, era pianista y cantaba en un grupo de música. Anelija comenzó a dar sus primeros pasos en el mundo de la música desde que iba al jardín de infancia, posteriormente, sus padres la matricularon en una escuela de música en la que comenzó a tocar el violín.
Al comenzar la enseñanza primaria, sus profesores y la cantante folclórica Slavka Ivanova, descubrieron los talentos musicales y la voz de Anelija, por lo cual, esta entró a formar parte del coro de voces polifónicas de su colegio hasta los doce años. Posteriormente, abandonó el coro y forma un trío de múisica tradicional junto con dos compañeras de clase. A partir de ese momento, la cantante comienza moverse por la industria discográfica búlgara y firmó un contrato con Balkanton, un sello discográfico del cual formaron parte grandes nombres de la música tradicional de Bulgaria y donde se han regrabado muchas canciones milenarias.
En 1996, Anelija siguió estudiando en la escuela musical en la que estaba matriculada desde su infancia y continuó tocando el violín, lo cual hizo que recibiera muchos premios gracias a su manejo extraordinario del instrumento.
El año siguiente su padre murere en un accidente de tráfico y, desde ese momento, Anelija comienza a plantearse su carrera profesional, no como violinista, sino como cantante.

## Carrera profesional

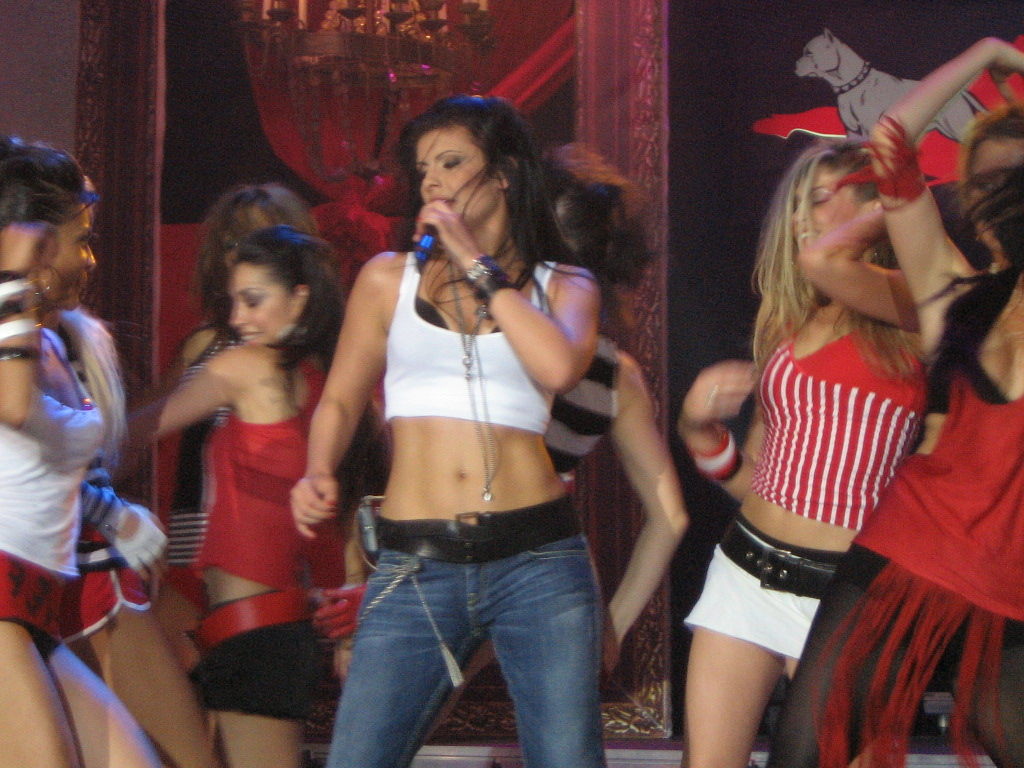
Anelija en una actuación en 2007.

Desde el año 2001, Anelija comienza a colaborar con la superestrella búlgara del turbo-folk Milko Kalajdžiev, que sería su mentor musical y el que haría que la cantante se enfocara en dicho estilo musical. Ese año hizo su primera actuación en una discoteca de la ciudad de Svilengrad donde cantó el tema "Onemjah kato ja čuj". Posteriormente comienza a conocer a otros músicos como Dragija Rusev o Dinka Ruseva. Para avanzar más en su formación musical, Anelija se muda durante un tiempo a Suecia con su mentor, y más tarde, al regreso, firmó un contrato con Payner Music, la discográfica más prestigiosa de Bulgaria. El año siguiente comienza la grabación de su primer álbum de la mano del productor Todor Dimitrov.
En la primavera del año 2002, la cantante publica su primer sencillo, titulado "Čuždi ustni", que fue incluido en el recopilatorio "Folk party volume 1", que fue radiado por muchas emisoras búlgaras, aunque el éxito arrollador de su segunda canción "Pogledni me v očite" (Mírame a los ojos), fue un antes y un después en la carrera de Anelija. A partir de entonces, la joven promesa de la canción búlgara fue invitada a muchas galas, y convocada para la gira de los artistas de Payner Music patrocinados por el canal de televisión musical: Televizija PLANETA.

### Éxito
En diciembre de 2002 apareció en el mercado su álbum de debut, "Pogledni me v očite", que entre 2002 y 2003 vendió más de 60.000 copias.

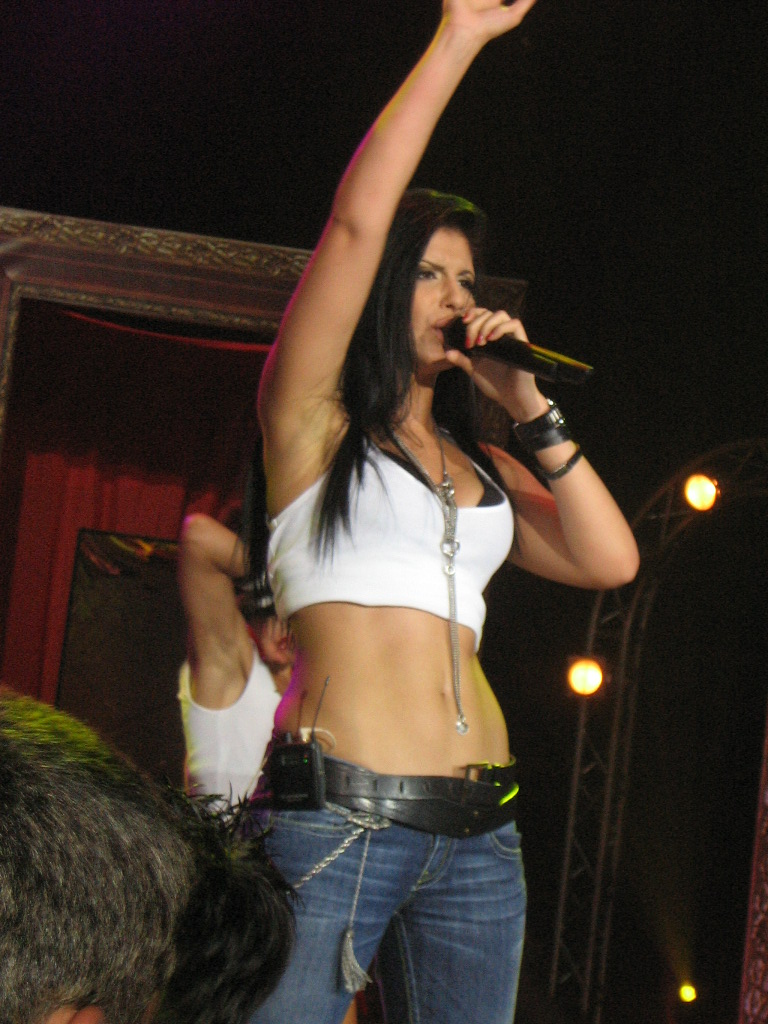
Anelija actuando.

En el mes de agosto del año 2003, la cantante comienza la preparación de su segundo álbum y publica la canción "Običaj me" (Ámame), incluida en muchos discos recopilatorios y muy radiada en Bulgaria.
La grabación del segundo álbum culmina con la publicación de "Iskam te" (Te deseo) su cuarto single en el verano de 2004. Cuando el álbum, titulado "Ne pogleždaj nazad" (No mires atrás), salió al mercado, repitió la misma cantidad de discos vendidos que su álbum anterior, convirtiéndose así en una estrella consagrada.
Anelija, fue invitada en diciembre de 2004 al festival de la Navidad búlgara, junto con otras muchas otras estrellas del pop como Vladimir Ampov, el grupo KariZma, Nina Nikolina y del turbo-folk búlgaro como Desi Slava.
En el año 2005, la vocalista publica su tercer disco titulado "Vsičko vodi kâm teb", del que la canción titular sería el sencillo más conocido de todos.
Aquel año, la vocalista participaría en "Planeta Prima", la gira nacional de los cantantes de la discográfica Payner Music junto a otros cantantes como Preslava o Emilija entre otros artistas.
Un año más tarde aparecería su cuarto disco, titulado "Pepel ot rozi" (Ceniza de rosas). La presentación de aquel disco fue acompañada por una gira a nivel nacional, y después, una gira internacional, actuando para la diáspora búlgara de varios países europeos y norteamericanos.
En el 2008, la cantante publica su quinto álbum titulado "Ednistven ti", un disco en el cual, la cantante cuenta con Tenčo Jančev e Ivan Ivanov, dos nuevos colaboradores. Respecto al sonido del disco, Anelija dio un giro a su estilo, acercándose más al pop-dance que al Turbo-folk. La mayor parte de las canciones tenían un sonido mucho más electrónico, como por ejemplo la canción "Vse edno mi je", con un estilo entre el folk, el house y el techno.
Dos años después aparece un nuevo disco titulado "Dobrata, lošata" (La buena, La mala)
A finales del año 2011, concretamente el día 20 de diciembre, la vocalista publica su séptimo álbum titulado "Igri za naprednali" (Juegos avanzados).

### Giras
Desde los años 2004 hasta el 2010, la vocalista ha participado cada año en la gira anual "Planeta Prima", junto al resto de los cantantes de su discográfica. Se trata del mayor evento musical del país, reuniendo a miles de espectadores.  Anelija solamente faltó una vez a la cita en el año 2005 debido a que en aquel momento se encontraba inmersa en la preparación de su tercer álbum.
Recientemente se filtró en YouTube un video de una de sus actuaciones señalando que la cantante estaba borracha mientras actuaba.
La cantante de nuevo, en el 2010, anunció su participación en la gira antes mencionada.

## Vida personal
En el año 2003, Anelija se casó con Konstantin Dinev, el presidente del Vihren Sandanski Football Club. A pesar de todo, aquel matrimonio acabó con un divorcio, y de hecho, la canción "Ednistven ti", tiene dicha ruptura como tema principal.
Como fruto de aquel matrimonio, la vocalista tuvo una hija, su nombre es Ivona, y nació en noviembre del año 2003. La niña, apareció en "Polužavam" uno de los videoclips de su progenitora. Por otro lado, la voz de la joven fue utilizada en la canción, "Ne tärsi vinata".
En julio del año 2009, Anelija sufrió un accidente mientras conducía su todoterreno, un BMV en la carretera de Burgas. A pesar de que su coche fue seriamente dañado, ella simplemente sufrió traumatismos leves.

## Estilo

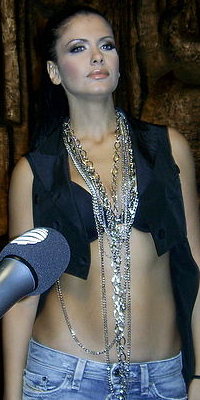
La cantante grabando el sencillo "Edinstven ti".

Anelija ha sido considerada por muchos medios como una de las cantantes con más estilo del panorama musical búlgaro.
La cantante es conocida por su cuidadosa elección de sus trajes cada vez que aparece en directo, y también es notorio su uso reducido del maquillaje. También fue seleccionada por Pantene en el año 2005 para uno de los anuncios de esta marca.
Lo más destacable de su imagen es probablemente su transición de una imagen tierna e inocente, a una imagen más agresiva y con fuertes aires de diva.

## Discografía

### Álbumes de estudio
- 2002: Pogledni me v očite (Mírame a los ojos)
- 2004: Ne pogleždaj nazad (No mires atrás)
- 2005: Vsičko vodi kâm teb (Todo conduce hacia ti)
- 2006: Pepel ot rozi (Ceniza de rosas)
- 2008: Ednistven ti (Eres el único)
- 2010: Dobrata, lošata (La buena, la mala)
- 2011: Igri za naprednali (Juegos para adultos)
- 2014: Fenomenalna (Fenomenal)
- 2018: Daj mi ošte (Dame más)

### Recopilatorios
- 6 Godišni televizija Planeta
- Payner hit sezoni - Esen - 2007
- Planeta derby
- Payner hit bikini 2007
- Payner hit sezoni - Prolet 2007
- Hitovete na Planeta Payner
- 5 Godišni televizija Planeta
- Payner Folk Collection
- Magijata ljubov
- Payner hit sezoni - Esen - 2006
- 8+
- Payner Hit Bikini 2006
- Payner Summer Hits 2006
- Payner DVD Collection — 11
- Payner hit sezoni - Esen - 2005
- Hitovete na Planeta Payner
- 4 Godišni Televizija Planeta
- Iskam iskam 2005
- Payner Hit Bikini — 2005
- Payner Summer Hits 2005
- Anelina - Best video collection
- Hitovete na Planeta Payner
- Nežna e nošta
- DJ Folk Collection — 11
- Payner DVD Collection — 6
- Gorešti nošti
- Payner hit sezoni - Esen - 2004
- Planeta prima
- Za teb
- Turneto Planeta prima
- Payner Hit Bikini
- Payner Hit Remixes — vol. 1
- Payner Summer Hits 2004
- Payner hit sezoni - Prolet - 2004
- Proletno party
- Payner Hit Duets — 4
- Hitovete na Planeta Payner
- Payner hit sezoni - Esen - 2003
- Payner DVD collection
- Folk hit maraton - 8
- Payner DVD Collection —
- Trakija folk 2003
- Payner HIT VIDEO
- Hitovete na Planeta Payner
- Payner Hit Video — 18
- Payner Hit Duets 3

## Curiosidades
- El presidente de Bulgaria, Georgi Parvanov es fan de Anelia y ha asistido a muchos de sus conciertos, habiéndola invitado a muchos de los eventos de su partido.[18]
- Mide 1'73 metros de estatura.[19]
- Durante los inicios de su carrera, justo antes de hacerse famosa, la cantante actuó en clubs en Suiza.[19]
- Fue alumna de gimnasia rítmica durante su niñez.[20]
- Fue camarera justo antes de realizar sus primeras grabaciones.[21]

## Galardones
- 1999. Descubrimiento del año: Revista Nov Folk.
- 2003. Primer premio en el festival Pirin Folk.
- 2003. Premio al mejor videoclip del año y a la mejor artista revelación: Premios Planeta Payner.
- 2004. Premio a la mejor intérprete y al mejor álbum: Revista Nov Folk.
- 2005. Nominaciones a mejor cantante, mejor canción y premio al mejor álbum: Premios Planeta Payner.
- 2006. Premio a la mejor canción: Premios Planeta Payner.
- 2007. Premio al dueto del año: Revista Nov Folk.
- 2007. Premio al mejor videoclip del año: Premios Planeta Payner
- 2008. Premio a los logros especiales: Premios Planeta Payner
- 2009. Canción del año: "Običam te"
- 2009. Premio al dueto del año: Canción, Dve nešta; Revista Nov Folk.
- 2010. Premio al mejor álbum: Revista Nov Folk.[8]